# Luigi Fagioli
Pour les articles homonymes, voir Fagioli.
Luigi Fagioli, né le 9 juin 1898 à Osimo (province d'Ancône, dans les Marches) et mort le 20 juin 1952 à Monaco, est un pilote automobile italien. Il fait également un passage en Formule 1 en 1950 et 1951.

## Biographie

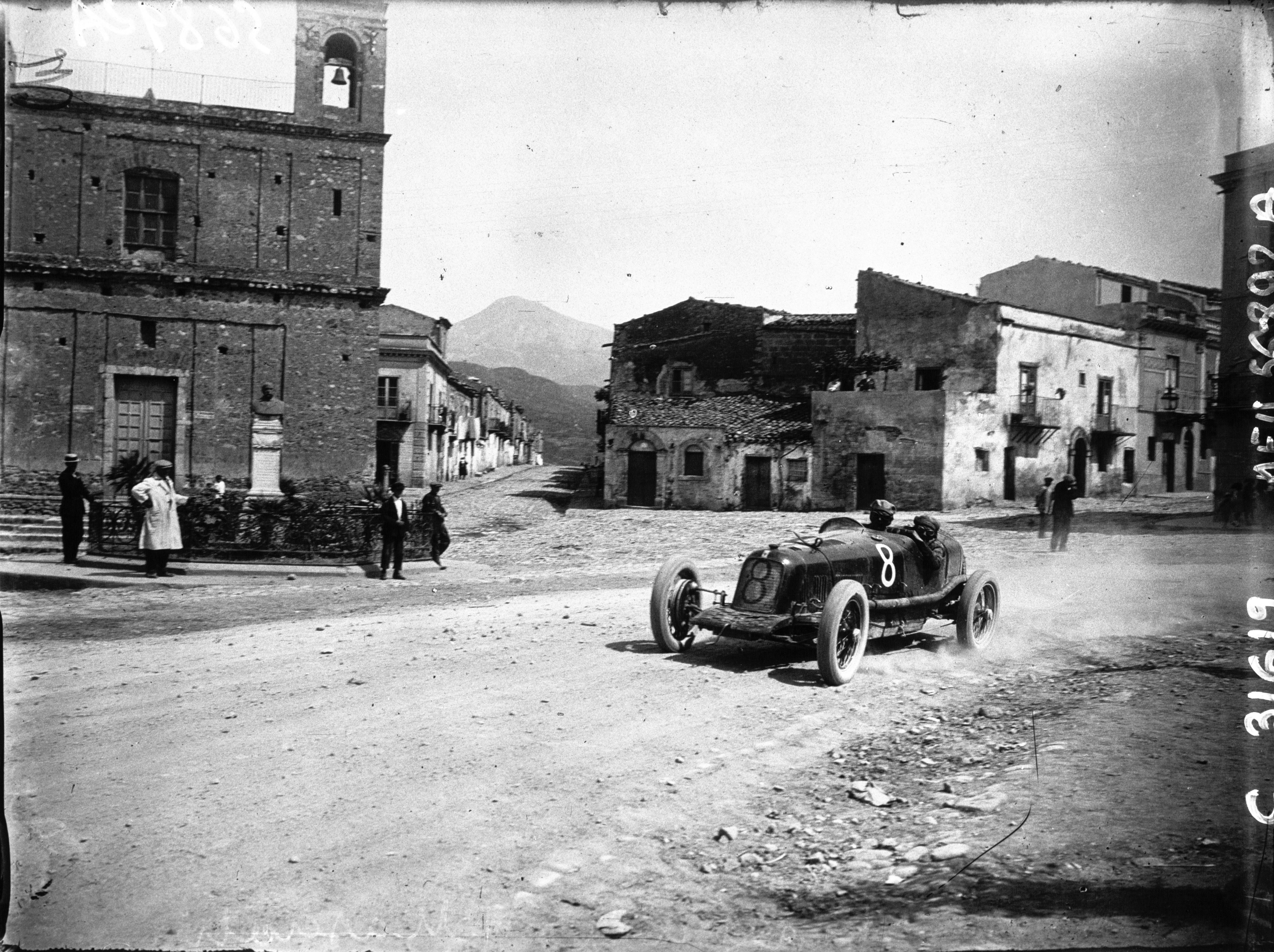
Luigi Fagioli à la Targa Florio 1928.

Luigi Fagioli débute dans la compétition automobile en 1925, il s'engagea dans des courses de voitures de sport et de formules libres. Maserati l'engage en 1928 comme pilote titulaire à la suite de sa brillante victoire à Rimini le 29 juillet, au volant d'une Salmson. Il enchaîne les victoires notamment en Italie, puis en 1933, Ferrari décide de le faire courir chez Alfa Romeo où il remporte trois victoires.
Dès 1934, il court chez Mercedes-Benz, où il remporte également trois victoires. En 1937, il rejoint Auto Union avec qui il dispute le championnat d'Europe des pilotes.
Après la guerre, en 1948, Luigi Fiagioli prend le volant chez Maserati une fois. Puis, en 1950, il rejoint Alfa Romeo pour disputer le championnat du monde de Formule 1. En ne remportant aucune victoire, mais faisant preuve d'une constance incroyable (quatre fois deuxième et une fois troisième sur six courses), il frôle le titre en échouant à la troisième place du championnat derrière Giuseppe Farina et Juan Manuel Fangio.
L'année suivante, à l'occasion du Grand Prix de France, disputé sur le circuit de Reims-Gueux le 1er juillet 1951, il doit céder le volant à son coéquipier Juan Manuel Fangio qui remporte l'épreuve. La victoire est partagée entre les deux pilotes, ce qui fait de Luigi Fagioli, à l'âge de 53 ans et 22 jours, le plus vieux pilote vainqueur d'un Grand Prix de Formule 1 de l'histoire. Mais ne supportant pas le fait d'avoir dû partager sa victoire, il décide de quitter la Formule 1.
En 1952, il rejoint Lancia pour disputer une course de voitures de sport à Monaco. Lors de la seconde séance d'essais, il est victime d'un très grave accident à la sortie du tunnel, au volant de sa Lancia Aurelia B20. Il succombe à ses blessures dix-huit jours plus tard.

## Résultats en championnat du monde de Formule 1
| Saison | Écurie        | Châssis        | Moteur              | Pneus   | GP disputés | Victoires    | Points inscrits | Classement |
| ------ | ------------- | -------------- | ------------------- | ------- | ----------- | ------------ | --------------- | ---------- |
| 1950   | SA Alfa Romeo | Alfa Romeo 158 | Alfa Romeo 158 L8 C | Pirelli | 6           | 0            | 26              | 3e         |
| 1951   | SA Alfa Romeo | Alfa Romeo 158 | Alfa Romeo 158 L8 C | Pirelli | 1           | 1 (partagée) | 4               | 11e        |

## Victoires en catégorie Sport
- 1928: Circuit de Rimini (Salmson 1,1 l)
- 1930: Circuit d'Avellino et Coppa Castelli (Maserati)
- 1932: Circuit de Senigallia (Maserati)